# Kari Vaijärvi
Kari Väinö Vaijärvi, född 13 juni 1943 i Helsingfors, är en finländsk barn- och ungdomsförfattare.
Vaijärvi har varit verksam som tjänsteman och bibliotekarie; han var bland annat överinspektör vid skolstyrelsen 1972–1976, projektchef vid Kirjastopalvelu Oy 1977–1978 och bibliotekschef i Esbo sedan 1989.
I Vaijärvis hans produktion ingår en rad vardagsnära ungdomsböcker med återkommande huvudpersoner. Populära är inte minst berättelserna om detektiven Jukka Vihi; böckerna om honom har även översatts till svenska. För sin litterära insats är Vaijärvi flerfaldigt belönad, bland annat med Arvid Lydecken-priset 1978 och statens barnkulturpris 1992.